# St. Egyden am Steinfeld
St. Egyden am Steinfeld, Sankt Egyden am Steinfeld – gmina w Austrii, w kraju związkowym Dolna Austria, w powiecie Neunkirchen. Liczy 1 905 mieszkańców (1 stycznia 2014).